# Сфероїдизувальний відпал сталей
Сфероїдизувальний відпал або відпал на зернистий перліт є різновидом неповного відпалу сталей, який застосовують переважно для заевтектоїдних інструментальних, підшипникових сталей для поліпшення оброблення деталей різанням і отримання досконалішої структури перед гартуванням. Мета відпалу досягається утворенням в перліті зернистого цементиту внаслідок сфероїдизування пластинчастого цементиту. Проти пластинчастого перліту зернистий має меншу твердість, при наступному аустенітизуванні краще гальмує розростання аустенітних зерен, забезпечує вищу міцність та в'язкість структури після неповного гартування завдяки зернистому цементиту й одноріднішому за хімічним складом мартенситу.
Сфероїдизувальний відпал проводять за різними температурними режимами нагрівання й витримування поблизу температури Ас1:
- витримування вище від Ас1 в інтервалі 760…820 ºС (що більше Карбону й легувальних елементів у сталі, то вища температура) з подальшим короткочасним чи тривалішим витримуванням між температурами Ас1 і Ar1;
- циклічний (маятниковий) режим, який полягає у кількаразовому повторенні циклу: нагрівання сталі вище Ас1, витримування, остуджування до підкритичної температури (650…700 ºС), витримування; це — найефективніший режим, який забезпечує майже повне сфероїдизування пластинчастого цементиту.

Після нагрівання й витримування вироби дуже повільно охолоджують з піччю до 550…600 ºС, а потім на повітрі.